# Thuidium perpapillosum
Thuidium perpapillosum là một loài rêu trong họ Thuidiaceae. Loài này được R. Watan. mô tả khoa học đầu tiên năm 1959.
Danh pháp khoa học của loài này chưa được làm sáng tỏ. 